# Erika Trentin
Erika Trentin (Vicenza, 28 dicembre 1988) è una nuotatrice artistica italiana, campionessa italiana di nuoto sincronizzato, nella categoria "solo" dal 2006 al 2009, anno del ritiro dall'attività agonistica.

## Carriera
Atleta della società Nuoto Vicenza Libertas Asd, esordisce nel 2000 posizionandosi 10º agli obbligatori dei campionati italiani di categoria esordienti A. L'anno successivo passa nella Categoria Ragazze, di cui nella stagione 2002/2003 raggiunge il podio negli esercizi obbligatori e nelle esibizioni in solo. Nel frattempo ha gareggiato con la squadra e il doppio che la hanno portata ad ottenere ottimi risultati. Nel 2005 viene convocata nella nazionale italiana junior, con la quale si classifica al 2º posto nei Campionati Europei Junior svoltisi a Loano. Bronzo nell'esercizio di Squadra e 4º posto nel libero combinato ai Campionati Europei di Bonn, maggio 2006. Ha inoltre partecipato ai Campionati Mondiali Junior in Cina posizionandosi 18º agli obbligatori con 74.478 punti e 6º nell'esercizio di solo. Nel 2007, a diciotto anni si è classificata terza al Trofeo Roma Syncro, mentre nel 2008 ha conquistato l'oro. 
Nel 2009 si è ritirata dall'attività agonistica per conseguire la laurea in Biologia Evoluzionistica presso l'Università degli Studi di Padova. Dal 2019 è docente di Scienze Naturali, chimiche e biologiche presso il liceo statale Paolo Lioy di Vicenza.